# مدینه (شادگان)
مدینه (شادگان)، روستایی از توابع بخش مرکزی شهرستان شادگان در استان خوزستان ایران است.این روستا قدمت ۶۰۰ ساله دارد و سال ها قبل از مهاجرت بنی کعب از قبان به دورق و تاسیس فلاحیه ، مرکز حکومت بنی خالد بوده که با حمله افشاریان حکومتشان برانداخته شد.

## جمعیت
این روستا در دهستان بوزی قرار دارد و براساس سرشماری مرکز آمار ایران در سال ۱۳۸۵، جمعیت آن ۱۵۷ نفر (۲۵خانوار) بوده‌است.